# W (letter)

Een aantal voorbeelden van de letter W

De letter W is de 23e letter in het moderne Latijnse alfabet.
De W is in de 7e eeuw uitgevonden door Angelsaksische schrijvers. Oorspronkelijk was het een dubbele V of U, vandaar de Engelse naam 'double U' en de Franse naam 'double V'. 
In het Zweeds en het Fins wordt de W niet als een aparte letter gezien, maar als een variatie op de letter V. De letter W maakt er wel deel uit van het alfabet, maar wordt alleen gebruikt in leenwoorden en namen uit vreemde talen zoals William.
In het Cyrillische alfabet worden de V en W ook niet als aparte letters gezien. Het Cyrillische teken voor de /v/-klank lijkt sterk op de Latijnse B. Daarom spreken veel Russen die Nederlands geleerd hebben, de B soms uit als een letter die ligt tussen de /v/- en /w/-klank (IPA: [ʋ]).
De letter W wordt in het Italiaans soms gebruikt als afkorting van 'evviva', dat 'leve' betekent.  
In vrijwel alle Europese talen (met uitzondering van Engels, Nederlands, Afrikaans, Duits en Pools) wordt de V gebruikt i.p.v de W.
In het internationale spellingsalfabet wordt de W weergegeven door middel van het woord 'Whiskey'. In het Nederlandse telefoonalfabet wordt de W weergegeven door middel van de naam Willem.